# Brandy Ledford
Brandy Lee Ledford (ur. 4 lutego 1969 w Denver) – amerykańska aktorka i producentka filmowa i telewizyjna.

## Życiorys
Urodziła się w Denver w stanie Kolorado. Od wczesnych lat występowała jako tancerka, a w 1980 roku z zespołem na World Champions. Uczęszczała do Redondo Union High School z Traci Lords.
Po ukończeniu szkoły średniej zajęła się pracą modelki. Była fotomodelką magazynu Penthouse, a w 1992 została Playmate Roku. Studiowała aktorstwo w Joanne Baron School of Dramatic Arts w Beverly Hills w Kalifornii. Zdobyła niewielką rolę w filmie science fiction Człowiek demolka (1993) z Sylvestrem Stallone. Wkrótce można ją było dostrzec w komedii National Lampoon's Last Resort (1994) jako syrenę z Coreyem Haimem, telewizyjnym dreszczowcu Prezydent na celowniku (First Target, 2000) w roli agentki specjalnej Kelsey Innes z Daryl Hannah, dreszczowcu Zebra Lounge (2001) jako Wendy Barnet ze Stephenem Baldwinem i Kristy Swanson oraz kanadyjskim filmie Ice Men (2005) jako Renee z Davidem Hewlettem. Była producentką filmu We All Fall Down (2000) z Ryanem Reynoldsem.
Była żoną snowboardzisty Damiana Sandersa. W maju 1993 romansowała z Vincentem Neilem, wokalistą glammetalowego zespołu Mötley Crüe. W 2001 roku poznała aktora Martina Cumminsa, znanego jako Ames White z serialu Cień anioła. Mają syna. Rozwiedli się w 2004. W 2007 roku związana była z Joone’em, irańsko-amerykańskim fotografem, reżyserem i producentem filmów porno, laureatem AVN Award za Pirates i Pirates II: Stagnetti’s Revenge.

## Filmografia
- 1993: Człowiek demolka jako dziewczyna przy światłowodzie
- 1995: Strażnik Teksasu jako Lisa Burns
- 1996: Świat według Bundych jako Brandi
- 1996: Lot 115 jako F.A. Charlene Davis
- 1998: Pierwsza fala jako Michelle (obcy)
- 1999: The Drew Carey Show jako modelka
- 2000: Słoneczny patrol jako Dawn Masterton
- 2001: Wyścig szczurów jako Vicky
- 2002: Tajemnice Smallville jako pani Gibson
- 2004: Gwiezdne wrota jako Zaren
- 2005: Andromeda jako Doyle
- 2006: Gwiezdne wrota: Atlantyda jako Norina
- 2009: Współczesna rodzina jako Desiree
- 2013: Agenci NCIS: Los Angeles jako Allison Hall